# Koetillers

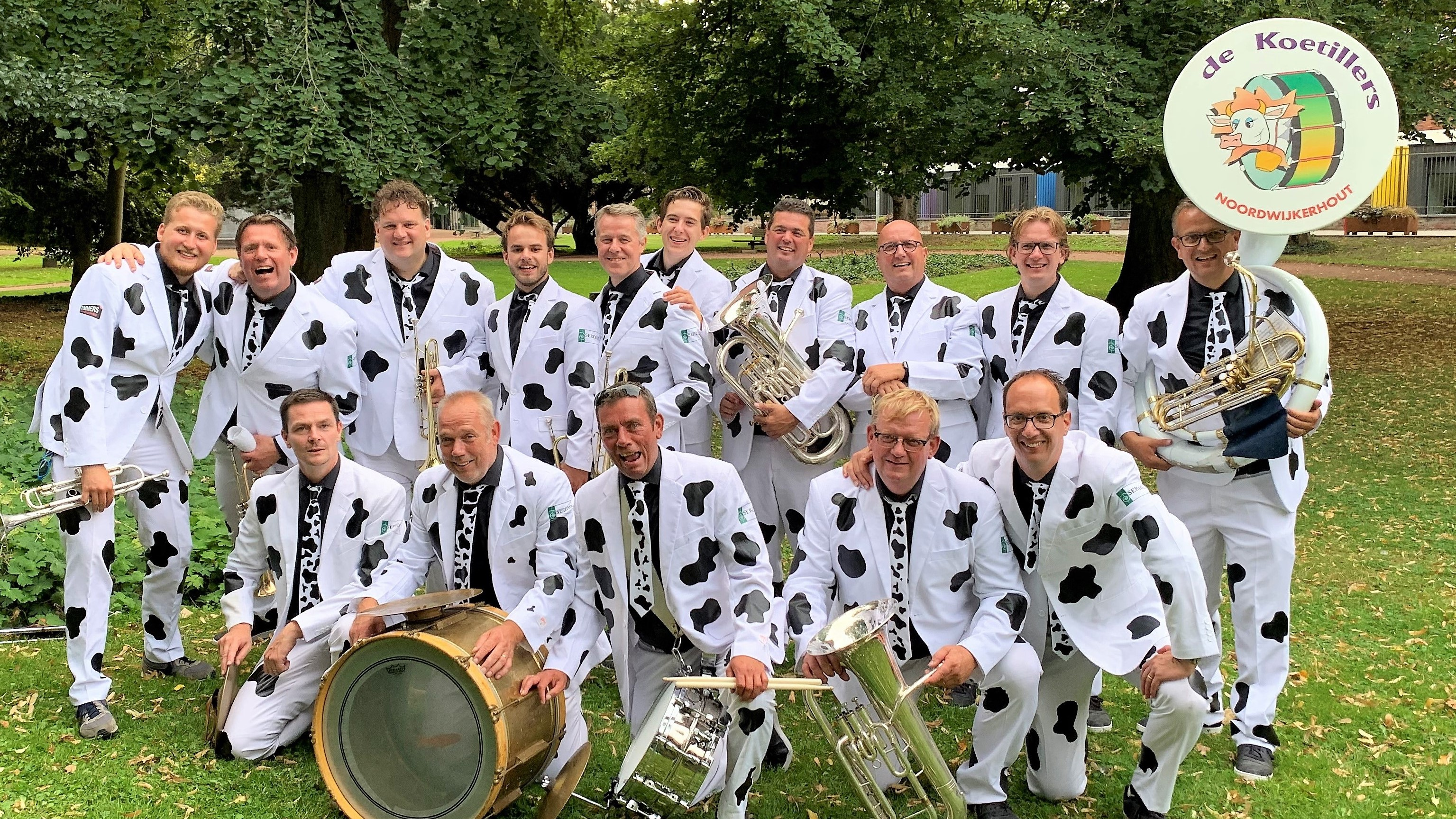
Muzikanten van blaaskapel de Koetillers

De Koetillers is een blaaskapel (ook wel dweilorkest genoemd) uit de Nederlandse plaats Noordwijkerhout, die is opgericht in het jaar 1963.

## Historie
Blaaskapel "De Koetillers" is opgericht in 1963 en is ontstaan uit de harmonie van de Noordwijkerhoutse muziekvereniging St. Jeanne d'Arc. Vanaf 1973 zijn de Koetillers verzelfstandigd. Vanaf hun oprichting zijn de Koetillers tevens hofkapel van carnavalsvereniging De Kaninefaaten.
In het begin was het spelen bij de blaaskapel voor de muzikanten een bijzaak. Het carnaval was in die dagen nog niet zo groots zoals het nu is. Het repertoire had waarschijnlijk een bescheiden omvang. Over de beginperiode is er niet veel meer bekend. Later, in de periode 1975 tot 1987, spelen de Koetillers naast blaaskapellenmuziek ook Egerländermuziek.

## Optredens
Voornaamste activiteiten:
- optreden tijdens het carnaval in Noordwijkerhout
- deelnemen aan blaaskapellenfestivals
- optredens voor bruiloften, (bedrijfs)feesten, sportevenementen, jaarmarkten, etc.

## Bezetting
Het aantal leden varieerde in de loop der jaren tussen 11 en 19 personen. De instrumenten die bespeelt worden zijn: trompet, trombone, eufonium, sousafoon, grote trom, snare drum, bekken.

## Blaaskapellenfestival
In de periode 1999 tot 2015 werd vijftien keer het blaaskapellenfestival 'Dollen tussen de Bollen' georganiseerd door een gelijknamige stichting. Het bestuur van de stichting bestond grotendeels uit leden van blaaskapel de Koetillers. Voor de buitenwacht stond het festival ook bekend als het Koetillers-festival.

## Naamgeving
Pas een jaar nadat de kapel was opgericht kreeg ze haar naam. De Noordwijkerhouter Wil van den Burg (Prins William Poultry van carnavalsvereniging de Kaninefaaten) verzon de naam: "De Koetillers". Volgens de overlevering tilden de Noordwijkerhoutse boeren hun koeien, bij het verplaatsen van hun vee van het ene naar het andere stuk land, over het hek, om vervolgens het hek te openen en er zelf door heen te lopen. Vandaar dat de Noordwijkerhouters de bijnaam koe-tillers kregen.
Een meer serieuzere versie leert ons dat de boeren om hun vee te kunnen verplaatsen de Leidsevaart moesten oversteken. Daarbij werd gebruik gemaakt van een platte schuit. De koeien konden niet zelfstandig in en uit de schuit en werden aldus door de boeren getild.

## Discografie
- Cd Goeie koeie (Half vol. 1) - 1997
- Cd Loei goed! - 2006